# 英措
英措（1956年—），四川新龙人，藏族，中华人民共和国政治人物、第十二届全国人民代表大会四川地区代表。
毕业于泸州医学院医学。任四川省甘孜州人民医院手术室主任兼麻醉科主任。2008年起担任全国人大代表。2013年，担任全国人大代表。